# Lasse Larsson
Lars "Lasse" Arne Mikael Larsson, född 16 mars 1962 i Trelleborg, död där 8 mars 2015, var en svensk fotbollsspelare som vann SM-guld med Malmö FF år 1986 och blev allsvensk skyttekung säsongen 1987 med 19 gjorda mål på 22 omgångar.
Mellan sina två sejourer i Malmö FF (1982–84 och 1985–1991) var Larsson under en kort skadefylld period utlandsproffs i italienska Atalanta tillsammans med Glenn Strömberg.
Larsson spelade sammanlagt nio A-landskamper på vilka han gjorde ett mål.

## Fotbollskarriär

### Genombrott i MFF - via Trelleborg
Lasse Larsson slog igenom i början på 1980-talet i IFK Trelleborg innan han lämnade för Malmö FF 1982. Där gjorde han ett stort avtryck. Han representerade klubben i två säsonger innan han blev aktuell för proffsspel. Italienska Atalanta visade intresse och till sommaren 1984 skulle han lämna Malmö för en flytt utomlands.
Förbundskaptenen Lars ”Laban” Arnesson valde att ta med Lasse Larsson till landskampen mot Danmark den 6 juni 1984. Matchen slutade dock med en 0–1-förlust på Ullevi.

### Kort sejour i Italien
Larsson hade inte behövt spela sista matchen i MFF före flytten till Bergamo i norra Italien. Men skyttekungen ville göra ett bra avtryck innan han lämnade och med ett mål bidrog han till segern med 4–2 mot Örgryte på Ullevi i juli 1984. Larsson lämnade dock planen med en ledbandsskada och haltade på kryckor när han några dagar senare anlände till Atalanta. Larsson missade mycket av försäsongen och sedan blev det bara fyra Serie A-matcher för klubben. 3 april 1985 gjorde Larsson ett mål för Atalanta i Mitropacupen, mot NK Istra, innan han hade tröttnat och han kontaktade Tord Grip i MFF. Kontraktet med Atalanta bröts och sommaren 1985 var han tillbaka för sin andra, och mer framgångsrika, sejour i Malmö FF. Han gjorde sitt enda mål i landslaget samma sommar, i VM-kvalmatchen mot Tjeckoslovakien 5 juni 1985 på Råsunda.

### SM-guld och skyttekung
Larsson var med att spela hem SM-guldet 1986 och han blev allsvensk skyttekung med 19 mål 1987. Hans sista landskamp, spelades på Ullevål 12 augusti 1987. Sverige spelade 0–0 mot Norge och Larsson och Mats Magnusson spelade sin första och sista A-landskamp från start tillsammans.
Säsongen efter, 1988, tog MFF guld igen men Larsson spelade bara sju matcher och fick aldrig något SM-tecken. Han influerade då anfallaren Martin Dahlin, som hade kommit till MFF när Larsson var i klubben.

### Tillbaka i Trelleborg, slutet
Den vindsnabbe målskytten spelade sammanlagt 255 matcher för MFF och gjorde 164 mål. När Lasse hade svårt att behålla sin plats i MFF skrev han på för Trelleborgs FF. Ännu en gång kom skador emellan. Det blev bara två matcher i TFF. Lasses sista allsvenska match var borta mot Örebro SK 19 juli 1992. Han blev inbytt när TFF spelade 1–1 mot ÖSK.
Det var under 1993 som Lasse bestämde att fotbollskarriären var över.

### Nya uppdrag i fotbollens tjänst
Efter en tränarsväng till Tomelilla blev han assisterande tränare i MFF (först åt Rolf Zetterlund och sedan åt Frans Thijssen).Lasse valde sedan att bli tränare för Trelleborg FF:s tipselitlag, och assisterande tränare för TFF:s A-lag. Lasse har senare även varit verksam som Klubbdirektör, Sportchef, scouting och tipselitansvarig i just Trelleborgs FF. På hösten 2014 blev han ungdomsansvarig i sin moderklubb IFK Trelleborg.

### Död
Lasse Larsson dog söndagen den 8 mars 2015 och begravdes i Trelleborgs kyrka till tonerna av favoritartisten Bruce Springsteen.
2019 uppkallade Skånetrafiken ett pågatåg efter honom.

### Webbsidor
- Svenska landslagsmän, svenskfotboll.se, läst 2013 01 29